# Captain Beyond
Captain Beyond es un supergrupo estadounidense de rock, fundado en 1971. El grupo estaba integrado originalmente por Rod Evans, exvocalista de Deep Purple; Larry "Rhino" Reinhardt a la guitarra y Lee Dorman al bajo, ambos procedentes de Iron Butterfly; más Bobby Caldwell a la batería, que procedía de la banda de Johnny Winter. Después de varios periodos de inactividad, en 2013 Bobby Caldwell recuperó el nombre de la banda, esta vez junto a Jeff "Boday" Christensen, Don Bonzi, Simon Lind y Jeff Artabasy, por lo que Captain Beyond volvió a los escenarios en 2015.

## Historia
Después de abandonar Deep Purple en 1969, el cantante Rod Evans conoció a Larry Reinhardt y a Lee Dorman, exmiembros de Iron Butterfly, quienes habían dejado el grupo en 1971 después de que éste se separara. Decididos en formar una nueva agrupación juntos, reclutan al baterista Bobby Caldwell y al teclista Lewie Gold en 1971, completando así la alineación de la banda que llamarían Captain Beyond. Establecidos en Los Ángeles (California), firmaron con el sello Capricorn Records para publicar su debut Captain Beyond, pero pronto Lewie Gold abandonaría la banda poco antes de iniciar las grabaciones debido a problemas personales con el resto de los integrantes, lanzando el disco en 1972.
A pesar de gozar de una gran calidad tanto musical como en producción, en contar con la simpatía de la crítica y el novedoso diseño de su portada (originalmente en 3D), el LP no tuvo una gran repercusión mediática, ya que estaba estructurado como un álbum conceptual, lo que dificultaba a las emisoras su difusión. A esto se añadió la poca promoción por parte de la discográfica, lo que hizo que no tuviera la cantidad de ventas esperadas. Esto no impidió sin embargo que la banda realizara presentaciones en grandes festivales como el Montreaux Jazz and Pop Festival y girara con agrupaciones como Alice Cooper, Allman Brothers Band, Black Sabbath y más. Aun así las pocas ventas hicieron que Bobby Caldwell abandonara el proyecto brevemente durante la grabación de su segundo álbum, siendo sustituido por Marty Rodriguez, a la vez que se incorporaron Reese Wynans a los teclados y Guille Garcia a la percusión.
Con esta formación completaron su segundo álbum Sufficiently Breathless (1973), donde se hicieron notables las influencias del rock latino dentro de su estilo musical, inspirándose en cierta medida por Santana, junto con alejarse un poco del Hard Rock. Con Bobby de regreso en la banda, giraron con King Crimson, Trapeze, ZZ Top y más. Aunque las críticas también fueron muy favorables con dicho disco, durante ese periodo la banda estaba en un momento de escasa definición con varios de sus músicos manteniendo proyectos personales y descuidando su atención hacia la banda, por lo que Rod Evans decide abandonar el grupo.
Tras estos acontecimientos, Captain Beyond permanecería inactivo por tres años, hasta que en 1976 "Rhino" Reinhardt, Lee Dorman y Bobby Caldwell se unieron al antiguo baterista del grupo Hunger, Willy Daffern, quien se desempeñaría como vocalista para esta nueva etapa. La nueva formación grabó con Warner Music el tercer LP del grupo, Dawn Explosion (1977) dirigiéndose nuevamente al estilo del hard rock, desafortunadamente no lograron un gran éxito de ventas, por lo que se separaron nuevamente.
Bobby Caldwell y Larry Reinhardt se reunieron a finales de los años noventa, reclutando al bajista Jeff Artabasy, el teclista Dan Frye y el vocalista Jimi Interval, logrando el reconocimiento que no habían obtenido en los 70, grabando además un EP de cuatro pistas llamado Night Train Calling, pero pronto tuvieron que separarse debido a los problemas de salud que Larry padecía en ese momento. En 2012 Reinhardt, Dorman y Caldwell decidieron contactarse con su viejo compañero Rod Evans para una reunión del Captain Beyond original, sin embargo Evans, quien había abandonado el mundo del espectáculo en 1980 tras un serio incidente con una falsa reunión de Deep Purple (quienes por esa época estaban separados) rechazó la invitación. Sumado a esto Larry y Lee fallecieron ese mismo año en enero y diciembre respectivamente, por lo que una reunión de la banda original es ahora imposible.
No obstante, y decidido a continuar con el legado musical de Captain Beyond, Bobby Caldwell resucitó una vez más a la banda en el 2015, integrando para ello a su compañero Jeff Artabasy nuevamente como bajista y acompañados por el vocalista Simon Lind y el guitarrista Don Bonzi, cuyos planes incluyen realizar un tour e iniciar la grabación de material completamente nuevo.

## Integrantes
Miembros actuales
- Bobby Caldwell - Batería (1971-1973, 1976-1978, 1999-2003, 2015-presente)
- Jeff Artabasy - Bajo (1999-2003, 2015-presente)
- Simon Lind - Voz (2015-presente)
- Don Bonzi - Guitarra (2015-presente)

Miembros anteriores
- Rod Evans - Voz (1971-1973)
- Larry "Rhino" Reinhardt - Guitarra (1971-1973, 1976-1978, 1999-2003)
- Lee Dorman - Bajo (1971-1973, 1976-1978)
- Lewie Gold - Teclado (1971)
- Marty Rodriguez - Batería (1973)
- Reese Wynans - Teclado (1973)
- Brian Glascock - Batería (1973)
- Guille Garcia - Percusión (1973)
- Jason Cahoon - Voz (1976)
- Willy Daffern - Voz (1976-1978)
- Jimi Interval - Voz (1999-2003)
- Dan Frye - Teclado (1999-2003)

## Discografía
Álbumes en estudio
- Captain Beyond (1972)
- Sufficiently Breathless (1973)
- Dawn Explosion (1977)

EP
- Crystal Clear (También conocido como Night Train Calling, 2000)

Álbumes en vivo
- Far Beyond a Distant Sun - Live Arlington, Texas (1973) (No fue publicado hasta 2002)
- Live Anthology (Recoge diferentes actuaciones de los años 70, 2013)